# 稲川実代子
稲川 実代子（いながわ みよこ、1951年2月12日 - ）は、日本の女優。東京都出身。

## 人物
名脇役として数多くの映画・ドラマに出演している。母親役やパートの女性役・近所の主婦役などを演じる事が多い。

## 主な出演

### テレビドラマ
- 腕におぼえあり3（1993年、NHK総合）
- 立入禁止! STAFF ONLY stage9 TAKE99（1997年12月8日、フジテレビ）
- エンドロール〜伝説の父〜（2012年3月18日、WOWOW） - 井上信子（辰五郎の妻） 役
- 泣くな、はらちゃん（2013年1月 - 3月、日本テレビ） - 長沼さん 役
- お天気お姉さん 第9話（2013年6月7日、テレビ朝日） - 三沢花子 役
- 素敵な選TAXI 第2話（2014年10月21日、フジテレビ） - 老婆 役
- ああ、ラブホテル（2014年、WOWOW） - 田部井敦子 役
- 日曜プライム 棟居刑事の黒い絆（2019年2月17日、テレビ朝日） - 古田茂子 役
- 俺のスカート、どこ行った? 第4話（2019年5月11日、日本テレビ） - 豆子 役
- 連続テレビ小説 エール（2020年、NHK） - 産婆 役
- ルパンの娘 第2期第1話（2020年10月15日、フジテレビ） ‐ デパ地下の豊子 役
- スナック キズツキ 最終話（2021年12月25日、テレビ東京） - 真壁真知子 役
- 前科者 -新米保護司・阿川佳代-（2021年11月20日 - 12月25日、WOWOW） - マツコ 役
- それでも俺は、妻としたい 第8話（2025年3月2日、テレビ大阪・BSテレ東） - 豪太の祖母 役
- ひとりでしにたい（2025年6月21日 - 、NHK総合）- 山口光子（晩年）役

### 映画
- 熱帯楽園倶楽部（1994年、松竹） - ツアーの観光客 役
- スーパーの女（1996年、東宝） - キャベツの客 役
- マルタイの女（1997年、東宝） - 大山弁護士夫人 役
- 蒸発旅日記（2003年、ワイズ出版） - 煙草売の女 役
- ばけもの模様（2008年、チャベス・シネマ） - おばちゃん 役
- 川の底からこんにちは（2010年、ユーロスペース/ぴあ） - 塩田敏子 役
- 君と歩こう（2010年、モブキャスト） - 女子高生の母親 役
- ハラがコレなんで（2011年、ショウゲート） - 清 役
- 銀の匙 Silver Spoon（2014年3月、東宝） - 御影サト（アキの祖母） 役
- 青天の霹靂（2014年5月、東宝） - 晴夫のアパートの大家 役
- 百円の恋（2014年12月、SPOTTED PRODUCTIONS） - 斎藤佳子（一子の母） 役
- お盆の弟（2015年7月、アルゴ・ピクチャーズ） - ヨシオの母 役
- 母と暮せば（2015年12月、松竹） - 鰐口先生 役
- 闇金ドッグス（2015年8月、AMGエンタテインメント） - 日向花 役
- 知らない、ふたり（2016年1月9日、CAMDEN/日活） - コンビニ客のおばあちゃん 役
- 残穢（2016年1月30日、松竹） - 伊藤さん 役
- 黒い暴動♥（2016年7月30日、SPOTTED PRODUCTIONS） - 文江 役
- 映画 妖怪ウォッチ 空飛ぶクジラとダブル世界の大冒険だニャン!（2016年12月17日、東宝） - 水かけおばさん 役
- 14の夜（2016年12月24日、SPOTTED PRODUCTIONS）- 大山ウメ 役
- 心が叫びたがってるんだ。（2017年7月22日、アニプレックス） - 成瀬家の近所のおばちゃん 役
- 勝手にふるえてろ（2017年12月23日、ファントム・フィルム） - 編み物おばさん 役
- 終わった人(2018年6月9日、東映） - ジムのおばさん 役
- 体操しようよ（2018年11月9日） - 小杉郁恵 役
- DESTINY 鎌倉ものがたり（2018年12月9日、東宝） - 本田家の大家 役
- ドラムロール(2018年、徳島県） - 華山ハナ 役
- 魔法少年☆ワイルドバージン（2019年12月6日） - 主婦 役
- HiGH&LOW THE WORST(2019年10月4日、松竹） - サダばあ 役
- 一度死んでみた（2020年3月20日、松竹） - おばさんB 役
- 椿の庭（2021年4月9日、ビターズ・エンド） - 70代の女性 役
- 護られなかった者たちへ（2021年10月1日、松竹） - 老婆 役
- DANCING MARY ダンシング・マリー（2021年11月5日、キグー） - 安城ササ子 役
- この子は邪悪（2022年9月1日、ハピネットファントム・スタジオ） - 四井純の祖母 役
- ドーナツもり（2022年12月2日） - 高橋 役

### 舞台
- 劇団菅間馬鈴薯堂・看板女優（1994年 - 現在）
- キリンバズウカ Tokyo 2nd Shot『スメル』（2009年）
- マニラ瑞穂記（2014年） - シズ 役
- あぶくたった、にいたった（2021年） - 女2 役
- ザ・ヒューマンズ-人間たち（2025年） - モモ 役[1]

### 配信ドラマ
- 笑ゥせぇるすまん #10「海馬ガム」（2025年8月1日、Amazon Prime Video）[2][3]

### CM
- KIRIN 午後の紅茶/おいしい無糖「おにぎりに紅茶ってアリ？ナシ？」篇（2012年）
- ユーキャン「主婦」篇（2013年）
- 東急リバブル「母は知っている」篇（2019年11月 - ）（WEB動画）